# 大鷹節子
大鷹 節子（おおたか せつこ、1933年3月6日 - ）は、日本の作家。日本チェコ友好協会名誉会長。
夫は外交官の大鷹正。長男は外交官の大鷹正人。父は陸軍少将の小野寺信、母は翻訳家の小野寺百合子。

## 来歴・人物
東京都出身。1955年に東京教育大学文学部西洋史学科を卒業後、外交官の大鷹正と結婚。1955年から1990年にかけて、イギリス、スウェーデン、メキシコ、インドネシア、アメリカ、パラグアイ、チェコスロバキア、オランダ各国と日本との間を往復し生活する。帰国後、跡見学園短期大学非常勤講師、桐朋女子学園同窓会・桐朋会会長を11年間務め、日本チェコ友好協会会長。2013年名誉会長。

## 著書
- 『チェコとスロバキア―歴史と現在』サイマル出版会 1992.9
- 『チェコとドイツ―愛と憎しみの関係』読売新聞社 1998.3
- 『私はチェコびいき―大人のための旅案内』朝日新聞社 2002.5
- 『戦争回避の英知―和平に尽力した陸軍武官の娘がプラハで思うこと』朝日新聞出版 2009.6